# Archytas intritus
Archytas intritus là một loài ruồi trong họ Tachinidae.